# 大戰金銀島
《大戰金銀島》是漫畫諸葛四郎系列裡的一部作品。

## 劇情簡介
除掉「龍虎十劍士」的四郎一行人，於海岸上遇到正打劫一名員外的海盜們。
四郎替員外趕跑海盜後，得知海盜欲奪取員外身上的夜明珠，是能與另一顆成對的夜明珠作為解開遺失秘寶地點的關鍵‧‧‧。

## 故事角色

### 我方人物
郎將軍
衛國王府的將軍之一，協助四郎一同駕船與海盜對抗。
員外
數年前於市鎮上購買了從鹿角大盜身上流失的夜明珠後、成了海盜們狙擊的目標。

### 敵方人物
鹿角大盜
二十年前一名大海盜的部下，身上持有著能解開秘密寶藏地點關鍵的夜明珠。
少數能同時使用武林絕技「龍風掌」與「真空斬」的強悍角色。
牛角海賊
和鹿角大盜結拜為兄弟的海賊，慫恿鹿角大盜背叛鷲頭大盜以奪取暗藏的秘寶。
擁有和四郎一樣能用手掌擊出「龍風掌」的技能。
鬍子船長
牛角海賊的手下。

### 其它角色
鷲頭大盜
二十年前一名大海盜的部下，因身上持有另一顆能解開秘密寶藏地點的夜明珠、而被鹿角大盜背叛殺死。
白衣娘
船隻「鳳凰號」的船長，為一名女海賊，同時也是鷲頭大盜的女兒，為報殺父之仇而亟欲擊倒鹿角大盜與牛角海賊兩人。